# Skeet Ulrich
Skeet Ulrich (nacido Bryan Ray Trout; Lynchburg, Virginia, 20 de enero de 1970) es un actor estadounidense.

## Carrera
Podemos empezar a hablar de Skeet  hacia el 1996, cuando empezó hacer sus pequeñas apariciones en películas como Boys, Last Dance y The Craft. Entre sus comienzos también se encuentra Condenada junto a Sharon Stone haciendo de su hermano.
Pasó por un joven adolescente preso de un conjuro de brujas en Jóvenes y brujas, pero donde podemos hablar verdaderamente de que una nueva estrella juvenil había nacido fue en su actuación haciendo del novio maligno de Sidney Prescott (Neve Campbell) en Scream.

## Vida personal
Skeet Ulrich estuvo casado con la también actriz inglesa Georgina Cates desde 1997 y se divorciaron en 2005, alegando diferencias irreconciliables.

## Filmografía
| Año     | Título                     | Personaje                             | Observaciones                                                                                 |
| ------- | -------------------------- | ------------------------------------- | --------------------------------------------------------------------------------------------- |
| 1989    | Weekend at Bernie's        | Extra (no acreditado)                 |                                                                                               |
| 1990    | Las tortugas ninja         | Thug (no acreditado)                  |                                                                                               |
| 1994    | CBS Schoolbreak Special    | Vinnie DiFazio                        | 1 episodio: "Same Difference"                                                                 |
| 1996    | The Craft                  | Chris Hooker                          |                                                                                               |
| 1996    | Last Dance                 | Billy                                 |                                                                                               |
| 1996    | Boys                       | Bud Valentine                         |                                                                                               |
| 1996    | Albino Alligator           | Danny Boudreaux                       |                                                                                               |
| 1996    | Scream                     | Billy Loomis                          |                                                                                               |
| 1997    | Touch                      | Juvenal alias Charlie Lawson          |                                                                                               |
| 1997    | Mejor... imposible         | Vincent Lopiano                       |                                                                                               |
| 1998    | The Newton Boys            | Joe Newton                            |                                                                                               |
| 1998    | A Soldier's Sweetheart     | Mark Fossie                           |                                                                                               |
| 1999    | Chill Factor               | Tim Mason                             |                                                                                               |
| 1999    | Ride With the Devil        | Jack Bull Chiles                      |                                                                                               |
| 2000    | Trackdown                  | Kevin Mitnick                         |                                                                                               |
| 2001    | Nobody's Baby              | Billy Raedeen                         |                                                                                               |
| 2001    | Soul Assassin              | Kevin Burke                           |                                                                                               |
| 2001    | Esquía como puedas         | Kevin Manley                          |                                                                                               |
| 2003    | Miracles                   | Paul Callan                           | 13 episodios                                                                                  |
| 2005    | The Magic of Ordinary Days | Ray Singleton                         | Película para TV                                                                              |
| 2005    | Into the West              | Jethro Wheeler                        | 2 episodios: "Wheel to the Stars"; "Manifest Destiny"                                         |
| 2006–08 | Jericho                    | Jake Green                            | 29 episodios                                                                                  |
| 2007    | Robot Chicken              | Dean / Duke (voice)                   | 1 episodio: "More Blood, More Chocolate"                                                      |
| 2009    | Robot Chicken              | Duke / Native / Serial Killer (voice) | 1 episodio: "PS: Yes, in That Way"                                                            |
| 2009    | Robot Chicken              | Duke / George Jetson (voice)          | 1 episodio: "The Ramblings of Maurice"                                                        |
| 2009    | Back                       | Richard Miles                         | Película para TV                                                                              |
| 2009    | For Sale by Owner          | Junior                                |                                                                                               |
| 2009    | CSI: NY                    | Hollis Eckhart                        | 3 episodios: "Lat 40° 47' N/Long 73° 58' W"; "Cuckoo's Nest"; "Manhattanhenge"                |
| 2009    | Armored                    | Dobbs                                 |                                                                                               |
| 2010–11 | Law & Order: LA            | Det. Rex Winters                      | 14 episodios                                                                                  |
| 2017–21 | Riverdale                  | Forsythe Pendleton "FP" Jones II      | Reparto recurrente, 8 episodios (temporada 1) Reparto principal, 57 episodios (temporada 2-5) |
| 2022    | Scream 5                   | Billy Loomis                          | Participación especial                                                                        |
| 2023    | Scream 6                   | Billy Loomis                          |                                                                                               |
| 2023    | Supercell                  | Roy                                   |                                                                                               |